# Азербайджанский технологический университет
 Азербайджанский технологический университет — государственное высшее образовательное учреждение, осуществляющее подготовку инженеров-механиков, инженеров-технологов в области пищевой, легкой и текстильной промышленностей.

## История
В 1981 году на базе Кировобадского филиала Азербайджанского политехнического института по инициативе руководителя республики Гейдара Алиева был создан Азербайджанский технологический институт. В 2000 году приказом министерства образования Азербайджана был преобразован в Азербайджанский технологический университет.
Азербайджанский технологический университет был сертифицирован в 2007 году и аккредитован Комиссией Министерства образования Азербайджана. 
В состав университета входят 4 факультета и 19 кафедр. Обучение проводится по 37 специальностям.
В университете имеется библиотека, научно-исследовательские лаборатории, вычислительно-информационный центр, медицинский пункт, спортивный зал (площадью около 1000 м²), студенческий городок. Библиотека университета насчитывает около 500 тысяч экземпляров различных изданий.
Учебный процесс в университете организован в соответствии с Европейской кредитной системой. Правила организации кредитной системы утверждаются правительством Азербайджана.
Университет с 1983 года публикует газету «Технолог»  и с 2004 года бюллетень «Научные новости». 
Студенческое научное общество активно участвует в исследовательской работе. Студенты и магистры университета могут стать его членами. 
С целью изучения деятельности Гейдара Алиева в университете функционирует школа Гейдара Алиева. В университете также создан музей, отражающий ее историю. 

## Факультеты и кафедры
Технология товаров потребления и экспертиза:
- Информатика и телекоммуникация
- Физика и химия
- Административное управление
- Технология товаров народного потребления
- Безопасность жизнедеятельности

Экономика и управление:
- Управление бизнесом
- Экономика промышленности
- Маркетинг
- Физическая культура и спорт

Технология пищевых производств и туризм:
- Высшая математика
- Философия и история
- Технология пищевых продуктов
- Технология общественного питания и туризм
- Языки

Стандартизация и технологические машины:
- Механика
- Стандартизация и сертификация
- Автоматика и управление
- Процессы и аппараты пищевых производств
- Машиностроение и организация движения

## Отделы и центры
- Отдел образования

Кафедрами отдела являются: Отдел обслуживания преподавателей, отдел подготовки молодых преподавателей, секция практики и карьеры, отдел дополнительного образования.
- Информационный центр библиотеки

- Центр науки и внешних связей

- Научно-исследовательский отдел

- Отдел электронных услуг и информации

- Центр дистанционного и заочного обучения

- Центр устойчивого развития и образовательных технологий

- Бухгалтерский учет и экономический анализ

- Пресс-служба

- Отдел снабжения и технического обслуживания

- Департамент сельского хозяйства

- Отдел обеспечения качества

- Отдел военной мобилизации

## Ректоры
- Акиф Сулейманов (13 марта 2013 — 19 июля 2022)[6][7][8][9]
- Яшар Омаров (и.о.) (25 июля 2022 — 4 ноября 2024)
- Яшар Омаров (с 4 ноября 2024)[10]